# دربه‌درها (مجموعه تلویزیونی)
دربه‌درها یا رانده‌شدگان (انگلیسی: Outcasts) یک مجموعهٔ تلویزیونی بریتانیایی در سبک علمی–تخیلی و درام است. از بازیگران این سریال می‌توان به لیام کانینگهام، هرماینی نوریس و اریک میبیس اشاره کرد.